# Purbawinangun
Purbawinangun is een bestuurslaag in het regentschap Cirebon van de provincie West-Java, Indonesië. Purbawinangun telt 2822 inwoners (volkstelling 2010).